# Лига чемпионов УЕФА 2021/2022. Групповой этап
Данная статья содержит информацию о групповом этапе Лиги чемпионов УЕФА 2021/22.
В групповом этапе принимают участие 32 команды: 26 из них начали участие в турнире с этого раунда, к ним присоединились 6 победителей раунда плей-офф. Команды разделены на 8 групп по 4 команды в каждой.

## Жеребьёвка
Жеребьёвка группового этапа Лиги чемпионов УЕФА прошла 26 августа 2021 года в Стамбуле (Турция).
В групповом этапе участвуют 32 клуба, разделённые на восемь групп по четыре команды, с условием того, что команды из одной страны не могут встретиться друг с другом. Для жеребьёвки команды были «посеяны» в четыре корзины на основании следующих критериев (статья 13.06 регламента):
- В первую корзину попадают: действующие победители Лиги чемпионов и Лиги Европы, а также победители 6 лучших футбольных ассоциаций согласно их рейтингу. Если один или оба победителя Лиги чемпионов и Лиги Европы победили в чемпионате одной из шести лучших ассоциаций, чемпион следующей по рейтингу ассоциации также попадает в первую корзину.
- Во вторую, третью и четвёртую корзины попадают остальные команды согласно клубным коэффициентам[2].

17 июля 2014 года чрезвычайная комиссия УЕФА постановила, что украинские и российские клубы не будут играть друг против друга «до дальнейшего уведомления» из-за «политических проблем» между странами.
Если ассоциация представлена двумя или более клубами, её клубы разбивают на пары. Их матчи разводятся по разным игровым дням, чтобы один клуб играл во вторник, а другой — в среду. Это делается, чтобы увеличить телеаудиторию. Для этого 8 групп разбили на две цветовые категории: группам A–D был присвоен красный цвет, группам E–H – синий. Если клуб из какой-либо пары попадает в процессе жеребьёвки в красную группу, второй клуб из этой пары, когда достают его шар, автоматически определяется в одну из синих групп. После отбора всех команд группового этапа УЕФА объявил следующие пары:
- A: Челси и Манчестер Сити
- B: Атлетико Мадрид и Севилья
- С: Интернационале и Ювентус
- D: Бавария и Боруссия (Дортмунд)
- E: Лилль и Пари Сен-Жермен
- F: Реал Мадрид и Барселона
- G: Манчестер Юнайтед и Ливерпуль
- H: Порту и Бенфика
- I: Шахтёр (Донецк) и Динамо (Киев)
- J: РБ Лейпциг и Вольфсбург
- K: Аталанта и Милан

## Карта участников
Бенфика

 Спортинг
Клубы из Мадрида:

 Атлетико Мадрид

 Реал Мадрид
Клубы из Манчестера:

 Манчестер Сити

 Манчестер Юнайтед
Клубы из Милана:

 Интернационале

## Формат
В каждой группе команды играют друг против друга дома и на выезде по круговой системе. Победители групп и занявшие вторые места выходят в плей-офф, в то время как команды, занявшие третье место, выбывают в плей-офф Лиги Европы УЕФА.

### Критерии
Команды занимают места в группах в соответствии с количеством набранных очков (3 очка за победу, 1 очко за ничью, 0 очков за поражение). В случае равенства очков применяются нижеперечисленные критерии классификации:
1. очки, набранные в личных встречах между командами;
2. разница забитых и пропущенных мячей в очных встречах между командами;
3. количество забитых мячей в очных встречах между командами;
4. если более двух команд равны по вышеуказанным критериям, критерии очных встреч применяются к каждой паре команд;
5. разница забитых и пропущенных мячей во всех групповых матчах;
6. количество забитых мячей во всех групповых матчах;
7. мячи, забитые на выезде во всех групповых матчах;
8. победы во всех групповых матчах;
9. победы на выезде во всех групповых матчах;
10. дисциплинарные показатели;
11. коэффиценты УЕФА.

## Команды
| - 1-я корзина: - Челси (ЛЧ) 98,000 - Вильярреал (ЛЕ) 63,000 - Атлетико Мадрид 115,000 - Манчестер Сити 125,000 - Бавария 134,000 - Интернационале 53,000 - Лилль 14,000 - Спортинг 45,500 | - 2-я корзина: - Реал Мадрид 127,000 - Барселона 122,000 - Ювентус 120,000 - Манчестер Юнайтед 113,000 - Пари Сен-Жермен 113,000 - Ливерпуль 101,000 - Севилья 98,000 - Боруссия Дортмунд 90,000 | - 3-я корзина: - Порту 87,000 - Аякс 82,500 - Шахтёр 79,000 - РБ Лейпциг 66,000 - Зальцбург 59,000 - Бенфика 58,000 - Аталанта 50,500 - Зенит 50,000 | - 4-я корзина - Бешикташ 49,000 - Динамо (Киев) 47,000 - Брюгге 35,500 - Янг Бойз 35,000 - Милан 31,000 - Мальмё 18,500 - Вольфсбург 14,714 - Шериф 14,500 |

Команды из четырёх групп в каждый игровой день играют свои матчи во вторник, в то время как другие команды из четырёх оставшихся групп — в среду, после чего они чередуются. Даты проведения матчей были определены после жеребьёвки с использованием компьютерного распределения (статья 16.02 регламента).

## Группы
Время начала матчей указано центральноевропейское (CET) или центральноевропейское летнее (CEST) в соответствии с правилами УЕФА (местное время, если отличается, указано в скобках).
Названия команд и стадионов приводятся в соответствии с правилами УЕФА (спонсорские названия запрещены).

### Группа A
| Поз | Команда         | И | В | Н | П | МЗ | МП | РМ  | О  | Квалификация                    |  | МС  | ПСЖ | РБЛ | БРЮ |
| --- | --------------- | - | - | - | - | -- | -- | --- | -- | ------------------------------- |  | --- | --- | --- | --- |
| 1   | Манчестер Сити  | 6 | 4 | 0 | 2 | 18 | 10 | +8  | 12 | Выход в плей-офф Лиги чемпионов |  | —   | 2:1 | 6:3 | 4:1 |
| 2   | Пари Сен-Жермен | 6 | 3 | 2 | 1 | 13 | 8  | +5  | 11 | Выход в плей-офф Лиги чемпионов |  | 2:0 | —   | 3:2 | 4:1 |
| 3   | РБ Лейпциг      | 6 | 2 | 1 | 3 | 15 | 14 | +1  | 7  | Выбывание в Лигу Европы         |  | 2:1 | 2:2 | —   | 1:2 |
| 4   | Брюгге          | 6 | 1 | 1 | 4 | 6  | 20 | −14 | 4  |                                 |  | 1:5 | 1:1 | 0:5 | —   |

| Манчестер Сити                                                                              | 6:3     | РБ Лейпциг         |
| ------------------------------------------------------------------------------------------- | ------- | ------------------ |
| - Аке 16′ - Мукиеле 28′ (авт.) - Махрез 45+2′ (пен.) - Грилиш 56′ - Канселу 75′ - Жезус 85′ | (отчёт) | Нкунку 42′ 51′ 73′ |

| Брюгге      | 1:1     | Пари Сен-Жермен |
| ----------- | ------- | --------------- |
| Ванакен 27′ | (отчёт) | Эррера 15′      |

| РБ Лейпциг | 1:2     | Брюгге                   |
| ---------- | ------- | ------------------------ |
| Нкунку 5′  | (отчёт) | - Ванакен 22′ - Ритс 41′ |

| Пари Сен-Жермен       | 2:0     | Манчестер Сити |
| --------------------- | ------- | -------------- |
| - Гейе 8′ - Месси 74′ | (отчёт) |                |

| Брюгге        | 1:5     | Манчестер Сити                                                 |
| ------------- | ------- | -------------------------------------------------------------- |
| - Ванакен 81′ | (отчёт) | - Канселу 30′ - Махрез 43′ 84′ (пен.) - Уокер 53′ - Палмер 67′ |

| Пари Сен-Жермен                    | 3:2     | РБ Лейпциг                |
| ---------------------------------- | ------- | ------------------------- |
| - Мбаппе 9′ - Месси 67′ 74′ (пен.) | (отчёт) | - Силва 28′ - Мукиеле 57′ |

| РБ Лейпциг                          | 2:2     | Пари Сен-Жермен     |
| ----------------------------------- | ------- | ------------------- |
| - Нкунку 8′ - Собослаи 90+2′ (пен.) | (отчёт) | - Вейналдум 21′ 39′ |

| Манчестер Сити                                        | 4:1     | Брюгге            |
| ----------------------------------------------------- | ------- | ----------------- |
| - Фоден 15′ - Махрез 54′ - Стерлинг 72′ - Жезус 90+2′ | (отчёт) | Стоунз 17′ (авт.) |

| Манчестер Сити             | 2:1     | Пари Сен-Жермен |
| -------------------------- | ------- | --------------- |
| - Стерлинг 63′ - Жезус 76′ | (отчёт) | Мбаппе 50′      |

| Брюгге | 0:5     | РБ Лейпциг                                                 |
| ------ | ------- | ---------------------------------------------------------- |
|        | (отчёт) | - Нкунку 12′ 90+3′ - Форсберг 17′ (пен.) 45+1′ - Силва 26′ |

| РБ Лейпциг                 | 2:1     | Манчестер Сити |
| -------------------------- | ------- | -------------- |
| - Собослаи 24′ - Силва 71′ | (отчёт) | Махрез 76′     |

| Пари Сен-Жермен                       | 4:1     | Брюгге   |
| ------------------------------------- | ------- | -------- |
| - Мбаппе 2′ 7′ - Месси 38′ 76′ (пен.) | (отчёт) | Ритс 68′ |

### Группа B
| Поз | Команда         | И | В | Н | П | МЗ | МП | РМ  | О  | Квалификация                    |  | ЛИВ | АТМ | ПОР | МИЛ |
| --- | --------------- | - | - | - | - | -- | -- | --- | -- | ------------------------------- |  | --- | --- | --- | --- |
| 1   | Ливерпуль       | 6 | 6 | 0 | 0 | 17 | 6  | +11 | 18 | Выход в плей-офф Лиги чемпионов |  | —   | 2:0 | 2:0 | 3:2 |
| 2   | Атлетико Мадрид | 6 | 2 | 1 | 3 | 7  | 8  | −1  | 7  | Выход в плей-офф Лиги чемпионов |  | 2:3 | —   | 0:0 | 0:1 |
| 3   | Порту           | 6 | 1 | 2 | 3 | 4  | 11 | −7  | 5  | Выбывание в Лигу Европы         |  | 1:5 | 1:3 | —   | 1:0 |
| 4   | Милан           | 6 | 1 | 1 | 4 | 6  | 9  | −3  | 4  |                                 |  | 1:2 | 1:2 | 1:1 | —   |

| Ливерпуль                                      | 3:2     | Милан                  |
| ---------------------------------------------- | ------- | ---------------------- |
| - Томори 9′ (авт.) - Салах 49′ - Хендерсон 69′ | (отчёт) | - Ребич 42′ - Диас 44′ |

| Атлетико Мадрид | 0:0     | Порту |
| --------------- | ------- | ----- |
|                 | (отчёт) |       |

| Милан    | 1:2     | Атлетико Мадрид                      |
| -------- | ------- | ------------------------------------ |
| Леан 20′ | (отчёт) | - Гризманн 84′ - Суарес 90+7′ (пен.) |

| Порту        | 1:5     | Ливерпуль                                    |
| ------------ | ------- | -------------------------------------------- |
| - Тареми 75′ | (отчёт) | - Салах 18′ 60′ - Мане 45′ - Фирмино 77′ 81′ |

| Атлетико Мадрид    | 2:3     | Ливерпуль                         |
| ------------------ | ------- | --------------------------------- |
| - Гризманн 20′ 34′ | (отчёт) | - Салах 8′ 78′ (пен.) - Кейта 13′ |

| Порту    | 1:0     | Милан |
| -------- | ------- | ----- |
| Диас 65′ | (отчёт) |       |

| Милан                     | 1:1     | Порту   |
| ------------------------- | ------- | ------- |
| Мбемба-Мангулу 61′ (авт.) | (отчёт) | Диас 6′ |

| Ливерпуль             | 2:0     | Атлетико Мадрид |
| --------------------- | ------- | --------------- |
| - Жота 13′ - Мане 21′ | (отчёт) |                 |

| Атлетико Мадрид | 0:1     | Милан       |
| --------------- | ------- | ----------- |
|                 | (отчёт) | Мессиас 87′ |

| Ливерпуль               | 2:0     | Порту |
| ----------------------- | ------- | ----- |
| - Тьяго 52′ - Салах 70′ | (отчёт) |       |

| Милан      | 1:2     | Ливерпуль               |
| ---------- | ------- | ----------------------- |
| Томори 29′ | (отчёт) | - Салах 36′ - Ориги 55′ |

| Порту                 | 1:3     | Атлетико Мадрид                              |
| --------------------- | ------- | -------------------------------------------- |
| Оливейра 90+6′ (пен.) | (отчёт) | - Гризманн 56′ - Корреа 90′ - Де Пауль 90+2′ |

### Группа C
| Поз | Команда           | И | В | Н | П | МЗ | МП | РМ  | О  | Квалификация                    |  | АЯК | СПО | БОР | БЕШ |
| --- | ----------------- | - | - | - | - | -- | -- | --- | -- | ------------------------------- |  | --- | --- | --- | --- |
| 1   | Аякс              | 6 | 6 | 0 | 0 | 20 | 5  | +15 | 18 | Выход в плей-офф Лиги чемпионов |  | —   | 4:2 | 4:0 | 2:0 |
| 2   | Спортинг          | 6 | 3 | 0 | 3 | 14 | 12 | +2  | 9  | Выход в плей-офф Лиги чемпионов |  | 1:5 | —   | 3:1 | 4:0 |
| 3   | Боруссия Дортмунд | 6 | 3 | 0 | 3 | 10 | 11 | −1  | 9  | Выбывание в Лигу Европы         |  | 1:3 | 1:0 | —   | 5:0 |
| 4   | Бешикташ          | 6 | 0 | 0 | 6 | 3  | 19 | −16 | 0  |                                 |  | 1:2 | 1:4 | 1:2 | —   |

1. 1 2  Очки, набранные в очных встречах: «Спортинг» 3, «Боруссия Дортмунд» 3. Разница забитых и пропущенных мячей в очных встречах: «Спортинг» +1, «Боруссия Дортмунд» –1.

| Бешикташ      | 1:2     | Боруссия Дортмунд              |
| ------------- | ------- | ------------------------------ |
| Монтеро 90+4′ | (отчёт) | - Беллингем 20′ - Холанн 45+3′ |

| Спортинг     | 1:5     | Аякс                               |
| ------------ | ------- | ---------------------------------- |
| Паулиньо 33′ | (отчёт) | - Алле 2′ 9′ 51′ 63′ - Бергёйс 39′ |

| Аякс                     | 2:0     | Бешикташ |
| ------------------------ | ------- | -------- |
| - Бергёйс 17′ - Алле 43′ | (отчёт) |          |

| Боруссия Дортмунд | 1:0     | Спортинг |
| ----------------- | ------- | -------- |
| Мален 37′         | (отчёт) |          |

| Бешикташ    | 1:4     | Спортинг                                             |
| ----------- | ------- | ---------------------------------------------------- |
| - Ларин 24′ | (отчёт) | - Коатес 15′ 27′ - Сарабия 44′ (пен.) - Паулиньо 89′ |

| Аякс                                                  | 4:0     | Боруссия Дортмунд |
| ----------------------------------------------------- | ------- | ----------------- |
| - Ройс 11′ (авт.) - Блинд 25′ - Антони 57′ - Алле 72′ | (отчёт) |                   |

| Боруссия Дортмунд | 1:3     | Аякс                                   |
| ----------------- | ------- | -------------------------------------- |
| Ройс 37′ (пен.)   | (отчёт) | - Тадич 72′ - Алле 83′ - Классен 90+3′ |

| Спортинг                                                | 4:0     | Бешикташ |
| ------------------------------------------------------- | ------- | -------- |
| - Гонсалвеш 31′ (пен.) 38′ - Паулиньо 41′ - Сарабия 56′ | (отчёт) |          |

| Бешикташ           | 1:2     | Аякс         |
| ------------------ | ------- | ------------ |
| Геззаль 22′ (пен.) | (отчёт) | Алле 54′ 69′ |

| Спортинг                        | 3:1     | Боруссия Дортмунд |
| ------------------------------- | ------- | ----------------- |
| - Гонсалвеш 30′ 39′ - Порро 81′ | (отчёт) | Мален 90+3′       |

| Боруссия Дортмунд                                    | 5:0     | Бешикташ |
| ---------------------------------------------------- | ------- | -------- |
| - Мален 29′ - Ройс 45+2′ (пен.) 53′ - Холанн 68′ 81′ | (отчёт) |          |

| Аякс                                                    | 4:2     | Спортинг                  |
| ------------------------------------------------------- | ------- | ------------------------- |
| - Алле 8′ (пен.) - Антони 42′ - Нерес 58′ - Бергёйс 62′ | (отчёт) | - Сантуш 22′ - Табата 78′ |

### Группа D
| Поз | Команда        | И | В | Н | П | МЗ | МП | РМ  | О  | Квалификация                    |  | РЕА | ИНТ | ШЕР | ШАХ |
| --- | -------------- | - | - | - | - | -- | -- | --- | -- | ------------------------------- |  | --- | --- | --- | --- |
| 1   | Реал Мадрид    | 6 | 5 | 0 | 1 | 14 | 3  | +11 | 15 | Выход в плей-офф Лиги чемпионов |  | —   | 2:0 | 1:2 | 2:1 |
| 2   | Интернационале | 6 | 3 | 1 | 2 | 8  | 5  | +3  | 10 | Выход в плей-офф Лиги чемпионов |  | 0:1 | —   | 3:1 | 2:0 |
| 3   | Шериф          | 6 | 2 | 1 | 3 | 7  | 11 | −4  | 7  | Выбывание в Лигу Европы         |  | 0:3 | 1:3 | —   | 2:0 |
| 4   | Шахтёр         | 6 | 0 | 2 | 4 | 2  | 12 | −10 | 2  |                                 |  | 0:5 | 0:0 | 1:1 | —   |

| Шериф                     | 2:0     | Шахтёр |
| ------------------------- | ------- | ------ |
| - Траоре 16′ - Янсане 62′ | (отчёт) |        |

| Интернационале | 0:1     | Реал Мадрид |
| -------------- | ------- | ----------- |
|                | (отчёт) | Родриго 89′ |

| Шахтёр | 0:0     | Интернационале |
| ------ | ------- | -------------- |
|        | (отчёт) |                |

| Реал Мадрид        | 1:2     | Шериф                      |
| ------------------ | ------- | -------------------------- |
| Бензема 65′ (пен.) | (отчёт) | - Яхшибоев 25′ - Тилль 90′ |

| Шахтёр | 0:5     | Реал Мадрид                                                           |
| ------ | ------- | --------------------------------------------------------------------- |
|        | (отчёт) | - Кривцов 37′ (авт.) - Винисиус 51′ 56′ - Родриго 65′ - Бензема 90+1′ |

| Интернационале                         | 3:1     | Шериф     |
| -------------------------------------- | ------- | --------- |
| - Джеко 34′ - Видаль 58′ - де Врей 67′ | (отчёт) | Тилль 52′ |

| Реал Мадрид       | 2:1     | Шахтёр         |
| ----------------- | ------- | -------------- |
| - Бензема 14′ 61′ | (отчёт) | - Фернандо 39′ |

| Шериф        | 1:3     | Интернационале                             |
| ------------ | ------- | ------------------------------------------ |
| Траоре 90+2′ | (отчёт) | - Брозович 54′ - Шкриньяр 66′ - Санчес 82′ |

| Интернационале | 2:0     | Шахтёр |
| -------------- | ------- | ------ |
| Джеко 61′ 67′  | (отчёт) |        |

| Шериф | 0:3     | Реал Мадрид                             |
| ----- | ------- | --------------------------------------- |
|       | (отчёт) | - Алаба 30′ - Кроос 45+1′ - Бензема 55′ |

| Реал Мадрид               | 2:0     | Интернационале |
| ------------------------- | ------- | -------------- |
| - Кроос 17′ - Асенсио 79′ | (отчёт) |                |

| Шахтёр       | 1:1     | Шериф         |
| ------------ | ------- | ------------- |
| Фернандо 42′ | (отчёт) | Николов 90+3′ |

### Группа E
| Поз | Команда     | И | В | Н | П | МЗ | МП | РМ  | О  | Квалификация                    |  | БАВ | БЕН | БАР | ДИН |
| --- | ----------- | - | - | - | - | -- | -- | --- | -- | ------------------------------- |  | --- | --- | --- | --- |
| 1   | Бавария     | 6 | 6 | 0 | 0 | 22 | 3  | +19 | 18 | Выход в плей-офф Лиги чемпионов |  | —   | 5:2 | 3:0 | 5:0 |
| 2   | Бенфика     | 6 | 2 | 2 | 2 | 7  | 9  | −2  | 8  | Выход в плей-офф Лиги чемпионов |  | 0:4 | —   | 3:0 | 2:0 |
| 3   | Барселона   | 6 | 2 | 1 | 3 | 2  | 9  | −7  | 7  | Выбывание в Лигу Европы         |  | 0:3 | 0:0 | —   | 1:0 |
| 4   | Динамо Киев | 6 | 0 | 1 | 5 | 1  | 11 | −10 | 1  |                                 |  | 1:2 | 0:0 | 0:1 | —   |

| Барселона | 0:3     | Бавария                             |
| --------- | ------- | ----------------------------------- |
|           | (отчёт) | - Мюллер 34′ - Левандовский 56′ 85′ |

| Динамо Киев | 0:0     | Бенфика |
| ----------- | ------- | ------- |
|             | (отчёт) |         |

| Бенфика                     | 3:0     | Барселона |
| --------------------------- | ------- | --------- |
| - Нуньес 3′ 79′ - Силва 69′ | (отчёт) |           |

| Бавария                                                                 | 5:0     | Динамо Киев |
| ----------------------------------------------------------------------- | ------- | ----------- |
| - Левандовский 12′ (пен.) 27′ - Гнабри 68′ - Зане 74′ - Шупо-Мотинг 87′ | (отчёт) |             |

| Барселона | 1:0     | Динамо Киев |
| --------- | ------- | ----------- |
| Пике 36′  | (отчёт) |             |

| Бенфика | 0:4     | Бавария                                               |
| ------- | ------- | ----------------------------------------------------- |
|         | (отчёт) | - Зане 70′ 84′ - Соарес 80′ (авт.) - Левандовский 82′ |

| Бавария                                            | 5:2     | Бенфика                   |
| -------------------------------------------------- | ------- | ------------------------- |
| - Левандовский 26′ 61′ 84′ - Гнабри 32′ - Зане 49′ | (отчёт) | - Морато 38′ - Нуньес 74′ |

| Динамо Киев | 0:1     | Барселона |
| ----------- | ------- | --------- |
|             | (отчёт) | Фати 70′  |

| Динамо Киев  | 1:2     | Бавария                        |
| ------------ | ------- | ------------------------------ |
| - Гармаш 70′ | (отчёт) | - Левандовский 14′ - Коман 42′ |

| Барселона | 0:0     | Бенфика |
| --------- | ------- | ------- |
|           | (отчёт) |         |

| Бавария                               | 3:0     | Барселона |
| ------------------------------------- | ------- | --------- |
| - Мюллер 34′ - Зане 43′ - Мусиала 62′ | (отчёт) |           |

| Бенфика                      | 2:0     | Динамо Киев |
| ---------------------------- | ------- | ----------- |
| - Яремчук 16′ - Жилберто 22′ | (отчёт) |             |

### Группа F
| Поз | Команда           | И | В | Н | П | МЗ | МП | РМ | О  | Квалификация                    |  | МЮ  | ВИЛ | АТА | ЯНГ |
| --- | ----------------- | - | - | - | - | -- | -- | -- | -- | ------------------------------- |  | --- | --- | --- | --- |
| 1   | Манчестер Юнайтед | 6 | 3 | 2 | 1 | 11 | 8  | +3 | 11 | Выход в плей-офф Лиги чемпионов |  | —   | 2:1 | 3:2 | 1:1 |
| 2   | Вильярреал        | 6 | 3 | 1 | 2 | 12 | 9  | +3 | 10 | Выход в плей-офф Лиги чемпионов |  | 0:2 | —   | 2:2 | 2:0 |
| 3   | Аталанта          | 6 | 1 | 3 | 2 | 12 | 13 | −1 | 6  | Выбывание в Лигу Европы         |  | 2:2 | 2:3 | —   | 1:0 |
| 4   | Янг Бойз          | 6 | 1 | 2 | 3 | 7  | 12 | −5 | 5  |                                 |  | 2:1 | 1:4 | 3:3 | —   |

| Янг Бойз                     | 2:1     | Манчестер Юнайтед |
| ---------------------------- | ------- | ----------------- |
| - Нгамалё 66′ - Сибачо 90+5′ | (отчёт) | Роналду 13′       |

| Вильярреал                     | 2:2     | Аталанта                  |
| ------------------------------ | ------- | ------------------------- |
| - Тригерос 39′ - Груневелд 73′ | (отчёт) | - Фройлер 6′ - Госенс 83′ |

| Аталанта    | 1:0     | Янг Бойз |
| ----------- | ------- | -------- |
| Пессина 68′ | (отчёт) |          |

| Манчестер Юнайтед            | 2:1     | Вильярреал   |
| ---------------------------- | ------- | ------------ |
| - Теллес 60′ - Роналду 90+5′ | (отчёт) | Алькасер 53′ |

| Янг Бойз | 1:4     | Вильярреал                                                 |
| -------- | ------- | ---------------------------------------------------------- |
| Элиа 77′ | (отчёт) | - Пино 6′ - Ж. Морено 16′ - А. Морено 88′ - Чуквуезе 90+2′ |

| Манчестер Юнайтед                         | 3:2     | Аталанта                    |
| ----------------------------------------- | ------- | --------------------------- |
| - Рашфорд 53′ - Магуайр 75′ - Роналду 81′ | (отчёт) | - Пашалич 15′ - Демирал 29′ |

| Вильярреал                 | 2:0     | Янг Бойз |
| -------------------------- | ------- | -------- |
| - Капу 36′ - Груневелд 89′ | (отчёт) |          |

| Аталанта                  | 2:2     | Манчестер Юнайтед     |
| ------------------------- | ------- | --------------------- |
| - Иличич 12′ - Сапата 56′ | (отчёт) | - Роналду 45+1′ 90+1′ |

| Вильярреал | 0:2     | Манчестер Юнайтед         |
| ---------- | ------- | ------------------------- |
|            | (отчёт) | - Роналду 78′ - Санчо 90′ |

| Янг Бойз                              | 3:3     | Аталанта                                  |
| ------------------------------------- | ------- | ----------------------------------------- |
| - Сибачо 39′ - Сьерро 80′ - Хефти 84′ | (отчёт) | - Сапата 10′ - Паломино 51′ - Мурьель 88′ |

| Манчестер Юнайтед | 1:1     | Янг Бойз  |
| ----------------- | ------- | --------- |
| Гринвуд 9′        | (отчёт) | Ридер 42′ |

| Аталанта                       | 2:3     | Вильярреал                  |
| ------------------------------ | ------- | --------------------------- |
| - Малиновский 71′ - Сапата 80′ | (отчёт) | - Данжума 3′ 51′ - Капу 42′ |

### Группа G
| Поз | Команда    | И | В | Н | П | МЗ | МП | РМ | О  | Квалификация                    |  | ЛИЛ | ЗАЛ | СЕВ | ВОЛ |
| --- | ---------- | - | - | - | - | -- | -- | -- | -- | ------------------------------- |  | --- | --- | --- | --- |
| 1   | Лилль      | 6 | 3 | 2 | 1 | 7  | 4  | +3 | 11 | Выход в плей-офф Лиги чемпионов |  | —   | 1:0 | 0:0 | 0:0 |
| 2   | Зальцбург  | 6 | 3 | 1 | 2 | 8  | 6  | +2 | 10 | Выход в плей-офф Лиги чемпионов |  | 2:1 | —   | 1:0 | 3:1 |
| 3   | Севилья    | 6 | 1 | 3 | 2 | 5  | 5  | 0  | 6  | Выбывание в Лигу Европы         |  | 1:2 | 1:1 | —   | 2:0 |
| 4   | Вольфсбург | 6 | 1 | 2 | 3 | 5  | 10 | −5 | 5  |                                 |  | 1:3 | 2:1 | 1:1 | —   |

| Севилья            | 1:1     | Зальцбург        |
| ------------------ | ------- | ---------------- |
| Ракитич 42′ (пен.) | (отчёт) | Сучич 21′ (пен.) |

| Лилль | 0:0     | Вольфсбург |
| ----- | ------- | ---------- |
|       | (отчёт) |            |

| Зальцбург                     | 2:1     | Лилль      |
| ----------------------------- | ------- | ---------- |
| Адейеми 35′ (пен.) 53′ (пен.) | (отчёт) | Йылмаз 62′ |

| Вольфсбург  | 1:1     | Севилья            |
| ----------- | ------- | ------------------ |
| Штеффен 48′ | (отчёт) | Ракитич 87′ (пен.) |

| Зальцбург                     | 3:1     | Вольфсбург   |
| ----------------------------- | ------- | ------------ |
| - Адейеми 3′ - Окафор 65′ 77′ | (отчёт) | Л. Нмеча 15′ |

| Лилль | 0:0     | Севилья |
| ----- | ------- | ------- |
|       | (отчёт) |         |

| Вольфсбург               | 2:1     | Зальцбург   |
| ------------------------ | ------- | ----------- |
| - Баку 3′ - Л. Нмеча 60′ | (отчёт) | - Вёбер 30′ |

| Севилья     | 1:2     | Лилль                          |
| ----------- | ------- | ------------------------------ |
| Окампос 15′ | (отчёт) | - Дэвид 43′ (пен.) - Иконе 51′ |

| Севилья                  | 2:0     | Вольфсбург |
| ------------------------ | ------- | ---------- |
| - Жордан 12′ - Мир 90+7′ | (отчёт) |            |

| Лилль     | 1:0     | Зальцбург |
| --------- | ------- | --------- |
| Дэвид 31′ | (отчёт) |           |

| Вольфсбург  | 1:3     | Лилль                                |
| ----------- | ------- | ------------------------------------ |
| Штеффен 89′ | (отчёт) | - Йылмаз 11′ - Дэвид 72′ - Гомес 78′ |

| Зальцбург  | 1:0     | Севилья |
| ---------- | ------- | ------- |
| Окафор 50′ | (отчёт) |         |

### Группа H
| Поз | Команда | И | В | Н | П | МЗ | МП | РМ  | О  | Квалификация                    |  | ЮВЕ | ЧЕЛ | ЗЕН | МАЛ |
| --- | ------- | - | - | - | - | -- | -- | --- | -- | ------------------------------- |  | --- | --- | --- | --- |
| 1   | Ювентус | 6 | 5 | 0 | 1 | 10 | 6  | +4  | 15 | Выход в плей-офф Лиги чемпионов |  | —   | 1:0 | 4:2 | 1:0 |
| 2   | Челси   | 6 | 4 | 1 | 1 | 13 | 4  | +9  | 13 | Выход в плей-офф Лиги чемпионов |  | 4:0 | —   | 1:0 | 4:0 |
| 3   | Зенит   | 6 | 1 | 2 | 3 | 10 | 10 | 0   | 5  | Выбывание в Лигу Европы         |  | 0:1 | 3:3 | —   | 4:0 |
| 4   | Мальмё  | 6 | 0 | 1 | 5 | 1  | 14 | −13 | 1  |                                 |  | 0:3 | 0:1 | 1:1 | —   |

| Челси      | 1:0     | Зенит |
| ---------- | ------- | ----- |
| Лукаку 69′ | (отчёт) |       |

| Мальмё | 0:3     | Ювентус                                               |
| ------ | ------- | ----------------------------------------------------- |
|        | (отчёт) | - Алекс Сандро 23′ - Дибала 45′ (пен.) - Мората 45+1′ |

| Зенит                                                     | 4:0     | Мальмё |
| --------------------------------------------------------- | ------- | ------ |
| - Клаудиньо 9′ - Кузяев 49′ - Сутормин 80′ - Вендел 90+4′ | (отчёт) |        |

| Ювентус   | 1:0     | Челси |
| --------- | ------- | ----- |
| Кьеза 46′ | (отчёт) |       |

| Зенит | 0:1     | Ювентус        |
| ----- | ------- | -------------- |
|       | (отчёт) | Кулушевски 86′ |

| Челси                                                         | 4:0     | Мальмё |
| ------------------------------------------------------------- | ------- | ------ |
| - Кристенсен 9′ - Жоржиньо 21′ (пен.) 57′ (пен.) - Хаверц 48′ | (отчёт) |        |

| Мальмё | 0:1     | Челси    |
| ------ | ------- | -------- |
|        | (отчёт) | Зиеш 56′ |

| Ювентус                                          | 4:2     | Зенит                              |
| ------------------------------------------------ | ------- | ---------------------------------- |
| - Дибала 11′ 58′ (пен.) - Кьеза 73′ - Мората 82′ | (отчёт) | - Бонуччи 26′ (авт.) - Азмун 90+2′ |

| Челси                                                      | 4:0     | Ювентус |
| ---------------------------------------------------------- | ------- | ------- |
| - Чалоба 25′ - Джеймс 55′ - Хадсон-Одои 58′ - Вернер 90+5′ | (отчёт) |         |

| Мальмё   | 1:1     | Зенит                 |
| -------- | ------- | --------------------- |
| Рикс 28′ | (отчёт) | Ракицкий 90+2′ (пен.) |

| Зенит                                      | 3:3     | Челси                        |
| ------------------------------------------ | ------- | ---------------------------- |
| - Клаудиньо 38′ - Азмун 41′ - Оздоев 90+4′ | (отчёт) | - Вернер 2′ 85′ - Лукаку 62′ |

| Ювентус | 1:0     | Мальмё |
| ------- | ------- | ------ |
| Кен 18′ | (отчёт) |        |

## Комментарии
1. ↑  CEST (UTC+2) для матчей до 30 октября 2021 года (игровые дни 1–3) и CET (UTC+1), для остальных матчей (игровые дни 4–6).
2. 1 2 3  «Шахтёр» проводит домашние матчи на стадионе «Олимпийский» в Киеве вместо стадиона «Донбасс Арена» в Донецке в связи с вооружённым конфликтом в Донбассе.
3. ↑  Последний матч группового этапа между «Аталантой» и «Вильярреалом» должен был пройти 8 декабря 2021 года, но был перенесён на следующий день в связи с плохими погодными условиями.